# شکلات گستردنی
شکلات گستردنی (به انگلیسی: Chocolate spread) که با نام کِرِم شکلات هم گاهی شناخته می‌شود، یک فراوردهٔ پخشینه است بر پایهٔ شکلات مایع و خمیر شده که عمدتاً با نان، نان تست و سایر خوردنی‌های دیگر از جمله وافل، پنکیک، کلوچه، مافین و نان پیتا ترکیب و مورد استفاده قرار می‌گیرد، شکلات گستردنی با وجود آنکه از دیدگاه طعم و بو دقیقاً همانند شکلات است اما به هیچ عنوان در دمای طبیعی سفت نمی‌شود، خمیر تشکیل دهندهٔ این شکلات معمولاً حاوی کاکائو، روغن پالم یا روغن گیاهی، و همین‌طور به احتمال زیاد حاوی شیر، شکر و طعم دهنده‌های اضافی دیگری است
گاهی مواقع افزودنی‌های اضافی دیگر جهت طعم متفاوت به این نوع از شکلات اضافه می‌گردد که شامل فندق یا عسل می‌باشد، شکلات گستردنی معمولاً در بسته‌بندی شیشه‌ای یا تیوپ پلاستیکی و فلزی به فروش می‌رسد.